# 今村翔吾
今村 翔吾（いまむら しょうご、1984年6月18日 - ）は、日本の小説家、書店経営者。京都府木津川市出身。滋賀県大津市在住。日本文藝家協会会員。FIRST AGENT所属。

## 来歴
奈良女子大学附属中等教育学校、関西大学文学部を卒業した。ダンスインストラクター、作曲家、滋賀県守山市の埋蔵文化財調査員を経て、専業作家になる。

### デビュー前
京都府相楽郡加茂町（現在の木津川市）に生まれる。
小学5年生の時に奈良市の古書店で池波正太郎の『真田太平記』に出会い、夏休み中に読了した。その後も数多くの作家の作品を読み、小説家を志すようになった。
20代の頃は父親である今村克彦の会社でダンスインストラクター、作曲家として働く傍ら、いつかは小説家になるという夢を持ち続ける。その後も小説を執筆することはなかったが、2013年から2014年にかけて大病を経験したことや、ある日生徒から言われた「翔吾くんも夢を諦めている」という言葉に決心し、2015年2月に会社を退職した。同年10月から守山市の埋蔵文化財センターで働きつつ、執筆活動と文学賞への応募を始める。
2016年1月、『蹴れ、彦五郎』で第19回伊豆文学賞の小説・随筆・紀行文部門最優秀賞を受賞した。同年3月に『狐の城』で第23回九州さが大衆文学賞の大賞・笹沢左保賞を受賞した。同賞の選考委員を務めていた北方謙三が、今村に長編小説を書かせてみるよう祥伝社の編集者に推薦した。この時に1ケ月間で書き上げた作品が『火喰鳥 羽州ぼろ鳶組』であり、小説家デビューを果たす。

### デビュー後
2017年3月：デビュー作『火喰鳥 羽州ぼろ鳶組』が祥伝社から発売された。
2018年1月：埋蔵文化財センターを退職し、専業作家になる。同年5月に『童神』で第10回角川春樹小説賞を受賞した。同年6月に『火喰鳥 羽州ぼろ鳶組』で第7回歴史時代作家クラブ賞の文庫書き下ろし新人賞を受賞した。
2019年：芸能事務所の生島企画室（現在のFIRST AGENT）に所属した。
2020年3月：『八本目の槍』で第41回吉川英治文学新人賞を受賞し、同年7月に同作で第8回野村胡堂文学賞を受賞した。同年10月に『じんかん』で第11回山田風太郎賞を受賞した。
2021年2月：山形県新庄市の「しんじょう観光大使」に就任した。同年3月に『羽州ぼろ鳶組』シリーズで第6回吉川英治文庫賞を受賞した。同年10月に大阪府箕面市の書店「きのしたブックセンター」の事業承継を発表し、11月にリニューアルオープンした。
2022年1月：『塞王の楯』で第166回直木三十五賞を受賞した。同年2月に大津市から「文化特別賞」を受賞し、箕面市の「箕面本屋大使」に就任した。同年3月に京都府から「みやこの文化賞」を受賞した。同年4月にバラエティ番組『土曜はナニする!?』（関西テレビ）内のショートドラマで脚本家としてデビューした。同年5月に守山市の「もーりー守山ふるさと大使」に就任した。同年5月から9月にかけて、全国から募集した書店や学校など271カ所の訪問先を巡り講演やサイン会を行うイベント「今村翔吾のまつり旅」を開催した。同年8月から2024年3月まで朝日新聞で新聞小説「人よ、花よ、」を連載した。9月から自身初の冠番組である『今村翔吾×山崎怜奈の言って聞かせて』（ABCラジオ）が放送を開始した。11月に滋賀県から「文化奨励賞」を受賞し、京都新聞から「京都新聞大賞」を受賞した。山形県の「やまがた特命観光・つや姫大使」に就任した。
2023年1月：京都市から「文化芸術きらめき賞」を受賞し、関西元気文化圏推進協議会から「関西元気文化圏賞」のニューパワー賞を受賞した。同年3月に一般社団法人「ホンミライ」の設立を発表した。角川春樹小説賞の選考委員に就任した。
2023年12月：小説現代長編新人賞（第19回 - ）の選考委員に就任した。
2024年1月：“110番の日”の1月10日、滋賀県東近江警察署の「一日警察署長」に就任した。
2024年4月：『イクサガミ』Netflixで映像化制作が決定した。主演・プロデューサー・アクションプランナーは岡田准一、監督は藤井道人が務めた。
2024年11月20日：「日本ドラフト文学賞」の創設を発表した。

## 人物
戦国武将の中で真田信之を最も好きな人物に挙げている。
小説を執筆する際に筋書きを作成しないで創作するスタイルであることを公言している。
予期せぬ本との出会いを提供し、文化のインフラとしての機能もある街の本屋を残したいという思いから、廃業の危機にあった書店の経営を引き受ける。
文学賞を盛り上げたいという思いから、人力車に乗って直木賞受賞の会見場に向かった。会見では、47都道府県を回り全国の書店を応援する企画を発表しており、同年5月30日から9月24日まで118泊119日のイベント「今村翔吾のまつり旅」を開催した。移動に使用した自動車「たび丸号」はイベント終了後新庄市に贈呈した。
2022年4月22日放送のクイズ番組『クイズ!あなたは小学5年生より賢いの?』（日本テレビ）に挑戦者として出演し、全問正解し16組目の300万円獲得者になる。
愛煙家であり、北方謙三から譲り受けたルイ・ヴィトンのヒュミドールを愛用する。
誰もやっていないことをやり、自分で歩いて道を作る気概を持ちたいという思いから、「道なき道を行く」を座右の銘にしている。
『火喰鳥 羽州ぼろ鳶組』とコラボした防火啓発ブックカバーで火災予防運動に協力し、京都市消防局から感謝状を贈呈される。
転売屋への対策として1万冊以上のサイン本を作成した。
阪神ファンであり、幼少期から阪神タイガースを応援している。

## 書店経営

### きのしたブックセンター
- 所在地：大阪府箕面市箕面6丁目4−28 サンクスみのお2番館1F

1967年に創業、さまざまなジャンルの一般書籍や雑誌を扱う書店として一時期は4店を経営していた。箕面を中心に地元密着型の経営を続けたものの、出版界の不況のあおりを受けて売り上げが減少し閉業寸前となっていた。
同店が経営の引継ぎ先を探している、という話がM&A業の知り合いから伝わったが、当初は業種が違うから難しいと考えていた。それでも以前からの興味もあり実際に見学に赴いたところ、おばあちゃんと小学2年生ぐらいの女の子が絵本を買いに来ていた光景を目撃する。自身が幼い頃、祖父に書店に連れて行ったもらった記憶を思い出し、「ただ本屋さんが無くなるのではなく、『おばあちゃんと行ったあの本屋』の思い出ごと無くなってしまう」と思い、書店経営を引き継ぐ決意をした。
2021年11月1日にリニューアルオープンした。
書店経営については、デビュー直後から親交があった京都のふたば書房社長・洞本昌哉に相談し、運営ノウハウについて助力を得た。
経営者が作家という利点を活かし、常時サイン本が店頭に並んでいたり、親交がある作家とのトークショーやサイン会などイベントも随時開催している。

### 佐賀之書店
- 営業時間：10:00 - 20:00 ※定休日なし
- 所在地：佐賀県佐賀市駅前中央1丁目11番20号

11月1日に開催した『きのしたブックセンター2周年記念イベント』で「佐賀之書店（さがのしょてん）」の出店を発表した。4年近く本屋が途絶えていた佐賀市のJR佐賀駅構内に2023年12月3日開店した。事業承継した「きのしたブックセンター」に続く2店舗目で、初めての新規出店となる。
佐賀は2016年に「九州さが大衆文学賞」を受賞した思い出の地であり、この時審査員を務めた北方謙三が声を掛けたことからデビューに繋がった経緯がある。佐賀への想いも深く、いつか恩返しをしたいという気持ちも書店出店の決意を後押しした。
店長は本間悠である。本間に書店の事業継承の話があったのをきっかけに、周囲の支援や書店員同士の繋がりから書店経営の話が動き始めた。

### ほんまる
- 営業時間：11:30 - 1:00(無休) ※年末年始､お盆を除く
- 所在地：東京都千代田区神田神保町2丁目23-5 北井ビル1階・地下1階

デビュー7周年を迎えた記念日である2024年3月15日に、シェア型書店である「ほんまる」の出店を発表した。オープン日は2024年4月27日だった。
クリエイティブディレクターとして佐藤可士和が参画しており、店名やロゴデザイン、店内の内装を手掛けている。2人の出会いは、佐藤が新聞に連載していた書評欄で今村の『茜唄』を取り上げた事から始まった。その時既に今村はシェア型書店を構想しており、書評から佐藤の本に対する想いを感じた今村は一緒に仕事をしたいと強く思い、書店への想いを綴った10枚にも及ぶ手紙を佐藤に送ったという。
棚主は個人だけではなく法人もなることができるので、地方の出版社が出店したり、地方の企業が広告の場として利用したりなど活用の幅も広く、1つの棚から多くの繋がりが生まれる可能性がある。また、今後は書店開業を目指す棚主に向けセミナーや講演を行い、融資などの資金面も含めてサポートすることを構想している。初出店は本の町である神保町だが、将来的には都心部だけではなく地方への出店など、全国展開も目指している。

## 本文化を未来へ繋げる活動

### ホンミライ
人と本を、人と言葉を、未来に繋ぐ活動を事業目的として設立した「一般社団法人 ホンミライ」。今村翔吾が代表理事を務め、志を同じくする井上貴博、岩井圭也、熊木太郎、能政夕介、村上文香らが理事を務める。主な活動は読書活動を推進するための本に関する講演・セミナーの開催、本の普及、活字文化の復興を図るオーサービジット事業、寄贈・寄附事業など。滋賀県大津市立図書館でオープニングイベントを開催したのを皮切りに、各地で公演活動などを行っている。

### 秘境の文筆家
一般社団法人ホンミライと、日本三大秘境の1つとされる宮崎県東臼杵郡の椎葉村が連携協定を締結し、作家を育成する「秘境の文筆家」プロジェクトをスタートさせた。総務省所管の「地域おこし協力隊」制度を活用して採用者は給与を得ながら執筆活動に専念でき、その間の家賃は椎葉村が全額負担し、1・2名の採用を想定している。作品と面接を経て7月1日に「秘境の文筆家」着任予定。2024年1月22日から募集が始まり、3月31日付の消印まで有効という短い募集期間で92件の申し込みがあった。申込者の最高年齢は63歳、最低年齢は22歳。一番の遠方は北海道札幌市からで、男女比は男性62人に対し女性30人だった。
応募の作品ジャンルは今村が強みを持つエンターテイメント小説。400字詰原稿用紙500枚以下で日本語表記なら、プロ、アマ、発表済、未発表など不問。今村をはじめフリーライターや編集者らが審査し、椎葉村による面接が行われる。採用後はホンミライや出版関係者らが執筆を支援。半年に1作品ペースを目安に、協力隊任期中に商業出版を目指す。

### あえのがたり
2024年1月17日の夜に集まった同世代3人の作家、今村翔吾、小川哲、加藤シゲアキによる発案で始動したチャリティ企画。2024年4月20日に「現代ビジネス」で3人の鼎談が先行公開された。同文は4月22日発売の「小説現代 2024年5・6月合併号」にも掲載されている。
能登半島地震の被災地を物語の力で支援するのが目的である。企画名である「あえのがたり」は、能登地方に伝わる伝統儀礼「あえのこと」から発想された。能登地域の農家では「田の神様」を祀り、感謝をささげる儀礼を「あえのこと」と言い、「あえ＝おもてなし」「こと＝祭り」という意味を持つ。被災地の方に寄り添う思いを、物語という「あえ＝おもてなし」にのせて届けようという意図からできた。
発案者である3人以外にも作家に参加を呼びかけて、作品集として講談社が年内に書籍化する。参加作家の印税相当額と書籍の売り上げは能登の復興支援に寄付する。

### 地域文学賞
佐賀新聞社と連携し、「九州さが大衆文学賞」を受け継ぐ地域文学賞の発足を計画している。
「九州さが大衆文学賞」は、2016年に大賞を受賞したことで作家へデビューするきっかけを掴んだ思い入れがある賞。佐賀之書店の経営も然り、以前から佐賀に恩返しとして、佐賀の人達と何か面白い事を一緒にやりたいと話していた。
佐賀新聞社の創刊140周年を記念し、佐賀新聞社をはじめ、大衆文学賞を支えてきた九州電力佐賀支店、佐賀銀行、ミサワホーム佐賀など県内企業が賛同し、新たな文学賞の創設を目指す。
計画している文学賞は、著名作家による選考ではなく、長編小説の即戦力を求める出版界が直接「ドラフト会議」形式で才能を発掘。プロの道に直結するユニークな賞となる。
2024年11月20日、新たな文学賞「日本ドラフト文学賞」を創設することを発表した。日本ではじめて選考委員をおかず、複数の出版社やメディア関係者によるドラフト制度によってプロ作家の輩出を目指す文学賞となる。

## 受賞歴
太字は受賞
- 2016年1月 -『蹴れ、彦五郎』第19回伊豆文学賞（小説・随筆・紀行文部門最優秀賞）受賞[13]
- 2016年3月 -『狐の城』第23回九州さが大衆文学賞（大賞・笹沢左保賞）受賞[14]
- 2016年9月 -『海を破る者』第96回オール讀物新人賞候補
- 2017年3月 -『誰は彼時に咲く椿』第8回野性時代フロンティア文学賞候補
- 2018年5月 -『童神』第10回角川春樹小説賞受賞[18]
- 2018年6月 -『火喰鳥 羽州ぼろ鳶組』第7回歴史時代作家クラブ賞（文庫書き下ろし新人賞）受賞[19]
- 2018年11月 -『童の神』第8回本屋が選ぶ時代小説大賞候補
- 2018年12月 -『童の神』週刊朝日「2018年 歴史・時代小説ベスト10」第2位
- 2019年1月 -『童の神』第160回直木三十五賞候補
- 2019年3月 -『羽州ぼろ鳶組』シリーズ 第4回吉川英治文庫賞候補
- 2019年10月 -『童の神』第10回山田風太郎賞候補
- 2019年11月 -『八本目の槍』第9回本屋が選ぶ時代小説大賞候補
- 2019年12月 -『八本目の槍』週刊朝日「2019年 歴史・時代小説ベスト10」第1位
- 2020年3月 -『八本目の槍』第41回吉川英治文学新人賞受賞[21]
- 2020年3月 -『羽州ぼろ鳶組』シリーズ 第5回吉川英治文庫賞候補
- 2020年7月 -『八本目の槍』第8回野村胡堂文学賞受賞[22]
- 2020年7月 -『じんかん』第163回直木三十五賞候補
- 2020年10月 -『じんかん』第11回山田風太郎賞受賞[23]
- 2020年10月 -『じんかん』第10回本屋が選ぶ時代小説大賞候補
- 2020年11月 -『八本目の槍』第26回中山義秀文学賞候補
- 2020年12月 -『じんかん』週刊朝日「2020年 歴史・時代小説ベスト3」第1位
- 2021年3月 -『羽州ぼろ鳶組』シリーズ 第6回吉川英治文庫賞受賞[26]
- 2021年12月 -『塞王の楯』週刊朝日「2021年 歴史・時代小説ベスト3」第2位
- 2022年1月 -『塞王の楯』第166回直木三十五賞受賞[28]
- 2022年2月 - 大津市 文化特別賞受賞[29]
- 2022年3月 - 京都府 みやこの文化賞受賞[32]
- 2022年5月 -『塞王の楯』第9回高校生直木賞候補
- 2022年10月 -『幸村を討て』第12回本屋が選ぶ時代小説大賞候補
- 2022年11月 - 滋賀県 文化奨励賞受賞[42]
- 2022年11月 - 京都新聞 京都新聞大賞受賞[43]
- 2023年1月 - 京都市 文化芸術きらめき賞受賞[46]
- 2023年1月 - 関西元気文化圏推進協議会 関西元気文化圏賞（ニューパワー賞）受賞[47]
- 2024年5月 - 『イクサガミ』楽天Kobo電子書籍Award 2024　時代小説部門大賞受賞[75]
- 2025年4月 - Weibo日本年度イノベーティブ小説家賞受賞[76]
- 2025年7月 - 『幸村を討て』第13回大阪ほんま本大賞受賞[77]

## 作品一覧

### 文庫書き下ろし作品
羽州ぼろ鳶組シリーズ（祥伝社文庫）
第6回吉川英治文庫賞受賞作品
| 巻数   | タイトル     | 解説者   | 初版発行日    | ISBN              | 備考                                       |
| 第一幕 | 第一幕       | 第一幕   | 第一幕        | 第一幕            | 第一幕                                     |
| ------ | ------------ | -------- | ------------- | ----------------- | ------------------------------------------ |
| 1      | 火喰鳥       | 細谷正充 | 2017年3月15日 | 978-4-39-634298-2 |                                            |
| 2      | 夜哭烏       | 大矢博子 | 2017年7月1日  | 978-4-39-634337-8 |                                            |
| 3      | 九紋龍       | 池上冬樹 | 2017年11月1日 | 978-4-39-634375-0 |                                            |
| 4      | 鬼煙管       | 北上次郎 | 2018年2月1日  | 978-4-39-634397-2 |                                            |
| 5      | 菩薩花       | 末國善己 | 2018年5月1日  | 978-4-39-634423-8 | 付録：安永二年版火消番付                   |
| 6      | 夢胡蝶       | 縄田一男 | 2018年8月1日  | 978-4-39-634448-1 |                                            |
| 7      | 狐花火       | 東えりか | 2018年11月1日 | 978-4-39-634475-7 | 付録：目黒行人坂大火出火之次第             |
| 8      | 玉麒麟       | 菊池仁   | 2019年3月1日  | 978-4-39-634504-4 | 付録：火消七つ道具図繪                     |
| 9      | 双風神       | 吉田伸子 | 2019年7月1日  | 978-4-39-634546-4 |                                            |
| 零     | 黄金雛       | 中本哲也 | 2019年11月1日 | 978-4-39-634580-8 | 付録：「羽州ぼろ鳶組」登場人物之年表       |
| 10     | 襲大鳳（上） | -        | 2020年8月1日  | 978-4-39-634594-5 |                                            |
| 11     | 襲大鳳（下） | -        | 2020年8月1日  | 978-4-39-634623-2 |                                            |
| 幕間   | 恋大蛇       | -        | 2022年3月1日  | 978-4-39-634337-8 | 「流転蜂」「恋大蛇」「三和鳶」の三話を収録 |

くらまし屋稼業シリーズ（ハルキ文庫）
| 巻数 | タイトル       | 解説者   | 初版発行日     | ISBN             | 備考 |
| ---- | -------------- | -------- | -------------- | ---------------- | ---- |
| 1    | くらまし屋稼業 | 吉田伸子 | 2018年7月14日  | 978-4-75844180-3 |      |
| 2    | 春はまだか     | ―        | 2018年8月9日   | 978-4-75844189-6 |      |
| 3    | 夏の戻り船     | ―        | 2018年12月15日 | 978-4-75844218-3 |      |
| 4    | 秋暮の五人     | ―        | 2019年4月15日  | 978-4-75844247-3 |      |
| 5    | 冬晴れの花嫁   | ―        | 2019年8月8日   | 978-4-75844280-0 |      |
| 6    | 花唄の頃へ     | ―        | 2020年2月5日   | 978-4-75844319-7 |      |
| 7    | 立つ鳥の舞     | ―        | 2021年2月5日   | 978-4-75844365-4 |      |
| 8    | 風待ちの四傑   | ―        | 2022年11月2日  | 978-4-75844480-4 |      |

イクサガミシリーズ（講談社文庫）
| 巻数 | タイトル      | 解説者 | 初版発行日     | ISBN              | 備考                                                         |
| ---- | ------------- | ------ | -------------- | ----------------- | ------------------------------------------------------------ |
| 1    | イクサガミ 天 | ―      | 2022年2月15日  | 978-4-06-526986-2 | 初出：「小説現代」2022年1・2月合併号                         |
| 2    | イクサガミ 地 | ―      | 2023年5月16日  | 978-4-06-528012-6 | 初出：「壱ノ章 仏生寺弥助」のみ「小説現代」2022年4月号に掲載 |
| 3    | イクサガミ 人 | ―      | 2024年11月15日 | 978-4-06-531163-9 | 全話文庫書き下ろし                                           |
| 4    | イクサガミ 神 | ―      | 2025年8月8日   | 978-4-06-540457-7 | 全話文庫書き下ろし                                           |

### 長編作品
| タイトル                          | 出版社         | 発売日         | 文庫                           | ISBN                                      | 備考 |
| --------------------------------- | -------------- | -------------- | ------------------------------ | ----------------------------------------- | --- |
| 童の神                            | 角川春樹事務所 | 2018年10月2日  | 2020年6月15日（時代小説文庫）  | 978-4-75841329-9 /文庫:978-4-75844342-5   | 2018年「童神」(刊行時『童の神』に改題)で第10回角川春樹小説賞受賞/第163回直木賞候補                                                           |
| ひゃっか！ 全国高校生花いけバトル | 文響社         | 2018年10月19日 | 2023年10月14日（ハルキ文庫）   | 978-4-86651096-5 /文庫:978-4-75844595-5   | 文庫時に『ひゃっか！』へ改題 |
| てらこや青義堂 師匠、走る         | 小学館         | 2019年2月27日  | 2022年9月6日（小学館文庫）     | 978-4-09386536-4 /文庫:978-4- 09407182-5  | |
| 八本目の槍                        | 新潮社         | 2019年7月18日  | 2022年4月26日（新潮文庫）      | 978-4-10-352711-4 /文庫:978-4-10-103941-1 | 第41回吉川英治文学新人賞受賞 |
| じんかん                          | 講談社         | 2020年5月27日  | 2024年4月12日（講談社文庫）    | 978-4-06-519270-2                         | 初出：『小説現代』2020年4月号/第11回山田風太郎賞受賞/第163回直木賞候補/Apple Books「10年間のベストブック：歴史フィクション」選出(2023-12-01) |
| 塞王の楯                          | 集英社         | 2021年10月26日 | 2024年6月20日（集英社文庫）    | 978-4-08-771731-0                         | 「小説すばる」で連載（2019年8月号 - 2021年8月号）/第166回直木賞受賞                                                                          |
| 幸村を討て                        | 中央公論新社   | 2022年3月22日  | 2024年11月20日（中公文庫）     | 978-4-12-005515-7                         | 初出：朝日新聞で連載/2022年時代小説ベスト10[単行本部門]第1位                                                                                 |
| 茜唄（上）                        | 角川春樹事務所 | 2023年3月15日  | 2025年05月15日（時代小説文庫） | 978-4-75841439-5 / 文庫:978-4-75844714-0  | 初出：京都新聞、他地方新聞各紙で連載 |
| 茜唄（下）                        | 角川春樹事務所 | 2023年3月15日  | 2025年05月15日（時代小説文庫） | 978-4-75841440-1 / 文庫:978-4-75844715-7  | 同上 |
| 海を破る者                        | 文藝春秋       | 2024年5月24日  | 未定                           | 978-4-75841329-9                          | 第96回オール讀物新人賞候補作品/内容を大幅に加筆修正し『別冊文藝春秋』で連載（2020年3月号 - 2024年1月号）                                     |
| 五葉のまつり                      | 新潮社         | 2024年10月30日 | 未定                           | 978-4-10-352712-1                         | 『週刊新潮』で連載（2021年11月18日号 - 2023年8月31日号）                                                                                     |
| 人よ、花よ、（上）                | 朝日新聞出版   | 2025年4月7日   | 未定                           | 978-4-02-252045-6                         | 『朝日新聞』で連載（2022年8月15日 - 2024年3月31日）                                                                                          |
| 人よ、花よ、（下）                | 朝日新聞出版   | 2025年4月7日   | 未定                           | 978-4-02-252046-3                         | 同上 |

### 短編･掌編集
| タイトル            | 出版社    | 発売日        | 文庫          | ISBN                                     | 備考 |
| ------------------- | --------- | ------------- | ------------- | ---------------------------------------- | --- |
| 蹴れ、彦五郎        | 祥伝社    | 2022年7月13日 | 2025年7月11日 | 978-4-39663627-2 / 文庫:978-4-39635129-8 | 全8編収録/表題作の『蹴れ、彦五郎』は第19回伊豆文学賞受賞作品/『狐の城』は第23回九州さが大衆文学賞受賞作品 |
| 戦国武将伝 東日本編 | PHP研究所 | 2023年12月4日 | 未定          | 978-4-569-85589-9                        | 初出：『歴史街道』で連載（2019年9月号 - 2023年9月号）                                                     |
| 戦国武将伝 西日本編 | PHP研究所 | 2023年12月4日 | 未定          | 978-4-569-85590-5                        | 初出：『歴史街道』で連載（2019年9月号 - 2023年9月号）                                                     |

### その他
| タイトル                                   | 出版社         | 発売日        | ISBN              | 備考                                                       |
| ------------------------------------------ | -------------- | ------------- | ----------------- | ---------------------------------------------------------- |
| 湖上の空                                   | 小学館文庫     | 2022年10月6日 | 978-4-09407185-6  | 初のエッセイ集                                             |
| 教養としての歴史小説                       | ダイヤモンド社 | 2023年8月31日 | 978-4-47811852-8  | 初のビジネス書                                             |
| 戦国武将を推理する                         | NHK出版新書    | 2024年3月11日 | 978-4-14-088717-2 | 初の新書                                                   |
| 今村翔吾と読む 真田風雲記                  | 中公文庫       | 2024年8月20日 | 978-4-14-088717-2 | 敬愛する泰斗の珠玉短編から選りすぐった真田家傑作選         |
| 運命を変えるチャンスはなぜか突然やって来る | 岩波書店       | 2025年6月13日 | 978-4-00-027263-6 | 中学生を対象にした『岩波ジュニアスタートブックス』シリーズ |

### アンソロジー収録作品
| タイトル                       | 出版社      | 発売日        | 収録作品       | ISBN              | 備考                                             |
| ------------------------------ | ----------- | ------------- | -------------- | ----------------- | ------------------------------------------------ |
| 第19回「伊豆文学賞」優秀作品集 | 羽衣出版    | 2016年3月1日  | 蹴れ、彦五郎   | 978-4-90711823-5  |                                                  |
| 大賞・笹沢佐保賞受賞作品集Ⅵ    | 佐賀新聞社  | 2017年6月20日 | 狐の城         | 978-4-88298-221-0 |                                                  |
| 戦国の教科書                   | 講談社      | 2019年7月31日 | 生滅の流儀     | 978-4-06-516490-7 |                                                  |
| 深大寺恋物語 第15集            | ―           | 2020年4月1日  | 夏流れ         | ―                 |                                                  |
| Stroy for you                  | 講談社      | 2021年3月25日 | 鬼は戦う       | 978-4-06-522796-1 | 初出：ウェブサイト「tree」2020年7月1日 - 8月31日 |
| 時代小説ザ・ベスト2021         | 集英社文庫  | 2021年6月18日 | 完璧なり       | 978-4-08-744270-0 |                                                  |
| 風雲 戦国アンソロジー          | 講談社文庫  | 2023年1月17日 | 生滅の流儀     | 978-4-06-525750-0 | 『戦国の教科書』収録の短編小説を再録したもの     |
| 時代小説ザ・ベスト2023         | 集英社文庫  | 2023年7月21日 | 山茶花の人     | 978-4-08-744555-8 |                                                  |
| あえのがたり                   | 講談社      | 2025年1月22日 | 夢見の太郎     | 978-4065378762    |                                                  |
| 豊臣家族 歴史小説傑作選        | PHP文芸文庫 | 2025年7月7日  | 土を知る天下人 | 978-4-569-90497-9 | 『戦国武将伝 西日本編』収録の短編を再録          |

### 連載中の作品
小説
- 海鬼の国（2019年12月20日 - 、STORY BOX、小学館[133]）
- 千花頃（2021年12月22日 - 、小説宝石、光文社[134]）
- 未だ本能寺にあり（2024年9月27日 - 、初出：山陽新聞、他地方新聞各紙[135]）

エッセイ
- 乱読御免（2022年1月16日 - 、毎日新聞）
- 戦国武将との一会（2024年12月16日 - 、淡交、淡交社[136]）
- この駅で（2025年1月6日 - 、女性セブン、小学館[137][138]）

## メディア・ミックス

### 配信ドラマ
Netflix
- イクサガミ（日程未定、主演：岡田准一）

### オーディオブック
オーディオブック配信サービスで配信中の作品。（※「Audible」で配信を確認している作品）
- 塞王の楯（配信日：2022/07/29、再生時間：20時間9分、ナレーター：岩崎 了）
- じんかん（配信日：2022/07/29、再生時間：15時間21分、ナレーター： 堂島 颯人）
- イクサガミ　天（配信日：2022/08/19、再生時間：8時間26分、ナレーター： 山口 恵）
- イクサガミ　地（配信日：2023/09/15、再生時間：11時間20分、ナレーター： 山口 恵）
- てらこや青義堂　師匠、走る（配信日：2023/03/03、再生時間：12時間25分、ナレーター： 田口 尚明）
- くらまし屋稼業（配信日：2023/10/20、再生時間：6時間26分、ナレーター：大島 昭彦）
- 春はまだか くらまし屋稼業（配信日：2023/11/24、再生時間：7時間1分、ナレーター：大島 昭彦）
- 夏の戻り船　くらまし屋稼業（配信日：2023/12/22、再生時間：6時間18分、ナレーター：大島 昭彦）
- 秋暮の五人　くらまし屋稼業（配信日：2024/01/26、再生時間：6時間25分、ナレーター：大島 昭彦）
- 冬晴れの花嫁　くらまし屋稼業（配信日：2024/02/22、再生時間：6時間45分、ナレーター：大島 昭彦）
- 花唄の頃へ　くらまし屋稼業（配信日：2024/04/05、再生時間：6時間13分、ナレーター：大島 昭彦）
- 立つ鳥の舞　くらまし屋稼業（配信日：2024/04/26、再生時間：7時間14分、ナレーター：大島 昭彦）
- 風待ちの四傑　くらまし屋稼業（配信日：2024/05/31、再生時間：11時間37分、ナレーター：大島 昭彦）
- 教養としての歴史小説（配信日：2024/03/15、再生時間：5時間25分、ナレーター： 辻井 健吾）
- 戦国武将伝　西日本編（配信日：2024/04/19、再生時間：8時間40分、ナレーター： サイクロプス）
- 戦国武将伝　東日本編（配信日：2024/06/14、再生時間：9時間7分、ナレーター： サイクロプス）
- ひゃっか！（配信日：2024/06/14、再生時間：12時間20分）
- 茜唄（上）（配信日：2024/06/21、再生時間：11時間20分）
- 茜唄（下）（配信日：2024/08/09、再生時間：12時間20分）

### ラジオドラマ
- 火喰鳥 羽州ぼろ鳶組（NHK-FM 青春アドベンチャー、2018年7月23日 - 8月3日、全10回、出演：筧利夫 他）
- 夜哭烏 羽州ぼろ鳶組（NHK-FM 青春アドベンチャー、2019年9月16日 - 9月27日、全10回、出演：筧利夫 他）
- 鬼煙管 羽州ぼろ鳶組（NHK-FM 青春アドベンチャー、2020年10月19日 - 10月30日、全10回、出演：筧利夫 他）
- 菩薩花 羽州ぼろ鳶組（NHK-FM 青春アドベンチャー、2021年11月15日 - 11月26日、全10回、出演：筧利夫 他）
- 夢胡蝶 羽州ぼろ鳶組（NHK-FM 青春アドベンチャー、2022年10月17日 - 10月28日、全10回、出演：筧利夫 他）
- 玉麒麟 羽州ぼろ鳶組（NHK-FM 青春アドベンチャー、2023年6月5日 - 6月16日、全10回、出演：筧利夫 他）
- 襲大鳳 羽州ぼろ鳶組（NHK-FM 青春アドベンチャー、2024年3月25日 - 4月12日、全15回、出演：筧利夫 他）

### 漫画
- 童の神（月刊アクション、2020年7月号 - 2022年12月号、作画：深谷陽、単行本：全6巻）
- カンギバンカ（週刊少年マガジン、2020年50号 - 2021年33号、作画：恵広史、単行本：全4巻）- 原作『じんかん』
- くらまし屋稼業（ComicWalker・ニコニコ静画、2021年10月19日 - 、作画：ユウダイ、単行本：全3巻）
- イクサガミ（モーニング、2023年2・3合併号 - 、作画：立沢克美、単行本：既刊4巻）
- 火喰鳥（週刊少年チャンピオン、2025年21・22合併号 - 、作画：瀬口忍）- 原作『羽州ぼろ鳶組』

### TV番組
- 「土曜はナニする!?」内月替わりショートドラマ『イケドラ』（4月の脚本担当、出演：Travis Japanの七五三掛龍也 松倉海斗 他）[140]
- 『ここは笑いのふしぎ堂書店』（Amazon Original番組、2023年11月22日（水）配信開始、原案担当）

## メディア出演

### テレビ
- 情報プレゼンター とくダネ!（2020年4月28日 - 2021年3月12日、フジテレビ）- コメンテーター
- Nスタ（2020年8月14日 - 2025年3月21日、TBS）- コメンテーター
- newsおかえり（2023年3月29日 -、ABC）

### ラジオ
- 今村翔吾×山崎怜奈の言って聞かせて（毎週木曜、2022年9月29日 - 、ABCラジオ）（毎週土曜、2025年4月5日 - 、TBSラジオ）- パーソナリティ
- タッキー81.6みのおエフエム内コーナー「今村翔吾の翔吾録」（毎月第5水曜、2023年5月31日・9月29日）

### Web番組
- Amazon Exclusive 『JAM THE WORLD - UP CLOSE』（2023年11月23日15時から配信、Amazon Music）
- 『それ教えて！ココだけの開業うらばなし』byテナント工房（2024年3月5日5時から配信、Podcast）